# W...
W... – drugi album studyjny polskiego rapera o pseudonimie artystycznym Włodi. Wydawnictwo ukazało się 25 czerwca 2005 roku nakładem wytwórni muzycznej EMI Music Poland. Gościnnie w nagraniach wzięli udział Numer Raz, Ten Typ Mes, Eis i zespół WWO.
Nagrania dotarły do 35. miejsca zestawienia OLiS. 

## Lista utworów
Opracowano na podstawie materiału źródłowego.
1. "Intro" (1:26)
2. "Zobacz co się dzieje na podwórku" (produkcja: Kuba O.) (4:03)
3. "Jestem Wolny" (produkcja: Lab'z, gośc. Numer Raz) (3:08)
4. "Są ze mną" (produkcja: Korzeń) (3:24)
5. "Definicja" (produkcja: Korzeń, gośc. Ten Typ Mes) (4:17)[A]
6. "Spisani na straty" (produkcja: Korzeń) (3:49)
7. "Błędne koło" (produkcja: Zoober Slimm) (3:59)
8. "Przepraszam że..." (produkcja: Tek.N) (3:57)
9. "Mam siłę" (produkcja: Ajron, gośc. Eis) (4:07)[B]
10. "Każdy to powie" (produkcja: Zoober Slimm, gośc. WWO) (4:15)
11. "Odwet" (produkcja: Tek.N) (4:33)

Notatki
- A^ W utworze wykorzystano sample z piosenki "Never Know What You Can Do (Give It a Try)" w wykonaniu Leroy'a Hutsona[5].
- B^ W utworze wykorzystano sample z piosenki "Eszterlánc" w wykonaniu Neoton Família[5].